# John Hain
John Mauritz Richard Hain, född 21 december 1917 i Malmö, död 1 augusti 1994, var en svensk företagsledare; son till Richard Hain.
Efter studentexamen 1937 avlade Hain reservofficersexamen 1939 och blev politices magister i Lund 1945. Han anställdes vid Rederi AB Rex 1945, Bränslekommissionen 1946, C H Sprague & Son Co i New York 1947, G & L Beijer AB i Malmö 1948 och var verkställande direktör där 1961–72, därefter styrelseordförande.
Hain var styrelseledamot i bland annat AB Kolkompaniet, Sylvan & Qvibelius stenkols AB, Kristianstads oljeimport AB, AB Lunds mekaniska verkstad, Försäkrings AB Skåne, Stockholms rederi AB Svea och Scandinavian Coal Importing Federation.